# 서던 어소시에이션
서던 어소시에이션(Southern Association)은 1901년부터 1961년까지 존재했던 미국의 프로 야구인 마이너 리그 베이스볼의 상위 레벨 리그이다. 1902년부터 1935년까지는 클래스 A, 1936년부터 1945년까지는 클래스 A1, 1946년부터 1961년까지는 클래스 AA 수준의 리그로 존속했다. 1919년까지 서던 리그(Southern League)라는 이름으로 불렸지만, 1964년 설립되어 오늘날까지 이어지는 더블 A 수준의 마이너 리그 베이스볼 리그인 서던 리그와는 관계가 없으며, 현재의 서던 리그는 사우스 애틀랜틱 리그를 계승한 리그이다.
리그에 꾸준히 참여했던 팀으로는 애틀란타 크래커스, 버밍햄 배런스, 채터누가 룩아웃츠, 리틀록 트래블러스, 멤피스 칙스, 내슈빌 볼스, 뉴올리언스 펠리컨스 등이 있다.
서던 어소시에이션은 애브너 파월, 뉴트 피셔, 찰리 프랭크 등에 의해 1885년부터 1899년까지 존재했던 서던 리그의 팀들을 모아 창설되었다.